# کارلوس پرز (بازیکن فوتبال، زاده ۱۹۷۱)
کارلوس پرز (انگلیسی: Carlos Pérez; ۱ نوامبر ۱۹۷۱ – ۵ ژوئیهٔ ۲۰۰۶) بازیکن فوتبال اهل اسپانیا بود.
از باشگاه‌هایی که در آن بازی کرده‌است می‌توان به باشگاه ورزشی ناسیونال، باشگاه فوتبال ویتوریا گیماریش، گروه ورزشی شاوش، باشگاه فوتبال آلمریا، و باشگاه فوتبال سلتاویگو اشاره کرد.
وی همچنین در تیم ملی فوتبال زیر ۲۱ سال اسپانیا بازی کرده‌است.